# Ołeksandriwka (hromada Słobożanśke)
Ołeksandriwka (ukr. Олександрівка) – wieś na Ukrainie, w obwodzie dniepropetrowskim, w rejonie dnieprzańskim, w hromadzie Słobożanśke. W 2001 liczyła 2799 mieszkańców, spośród których 1939 wskazało jako ojczysty język ukraiński, 842 rosyjski, 1 mołdawski, 2 bułgarski, 4 białoruski, 5 ormiański, 1 niemiecki, a 5 inny.